# 杜莫镇
杜莫镇，是中华人民共和国广西壮族自治区桂林市荔浦市下辖的一个乡镇级行政单位。

## 行政区划
杜莫镇下辖以下地区：
杜莫社区、寨村、三保村、张村、金鸡村、上龙村、屯顿村、龙珠村、六部村、下樟村和榕洞村。